# Watashi ga motenai no wa dō kangaetemo omaera ga warui!
Watashi ga motenai no wa dō kangaetemo omaera ga warui! (私がモテないのはどう考えてもお前らが悪い! engelska: No Matter How I Look at It, It's You Guys' Fault I'm Not Popular!?), ofta förkortad till Watamote (ワタモテ?), är en japansk mangaserie skriven och illustrerad av Nico Tanigawa och började publiceras på Square Enix Gangan Series Online-webbtidning den 4 augusti 2011. En animeserie av Silver Link baserad på mangan sändes i Japan från juli till september 2013. Animen fick positivt mottagande, i synnerhet för huvudpersonen Tomoko och hennes röstskådespelerska, men blev även föremål för debatt och diskussion  på grund av dess behandling av social fobi.

## Handling
Den 15 år gamla Tomoko Kuroki trodde att hon skulle bli populär på gymnasiet då hon hade blivit insatt och populär i otome-spel. I verkligheten inser hon att hon har blivit en osocial ensling och tvingas ta en ordentlig titt på sitt liv för första gången på flera år. Berättelsen följer Tomoko som försöker förbättra sin sociala status allt eftersom hon går vidare med gymnasiet.

## Rollista
| Tomoko Kuroki (japanska: 黒木智子?, Kuroki Tomoko)     | – Izumi Kitta     |
| Tomoki Kuroki (japanska: 黒木智貴?, Kuroki Tomoki)     | – Yuichi Nakamura |
| Yū Naruse (japanska: 成瀬優?, Naruse Yū)               | – Kana Hanazawa   |
| Kī (japanska: きーちゃん?, Kī-chan)                    | – Rie Kugimiya    |
| Tomokos mor (japanska: 智子の母親?, Tomoko no hahaoya) | – Risa Hayamizu   |
| Megumi Imae (japanska: 今江恵美?, Imae Megumi)         | – Ai Nonaka       |